# Martina Ratej
Martina Ratej (2 de novembre de 1981) és una atleta eslovena especialista en llançament de javelina, la seva millor marca va ser de 67,16 metres a Doha el 14 de maig de 2010.
Va representar al seu paísals Jocs Olímpics de Pequín 2008 i als de Londres 2012.